# Deuteronom
Deuteronomul (din greacă: Deuteronomion,  ή Δευτερονόμιον, adica „un al doilea exemplar al legii”, în originalul ebraic דברים Dvarim , în traducere „Cuvinte”, după cuvintele care îl deschid) este a cincea carte a Pentateuhului, fiind, prin urmare, dupa tradiția iudaică și creștină, a cincea carte a lui Moise și a cincea carte din Vechiul Testament, și din Tanakh sau Biblia ebraică.